# Amycus flavicomis
Amycus flavicomis är en spindelart som beskrevs av Eugène Simon 1900. 
Amycus flavicomis ingår i släktet Amycus och familjen hoppspindlar. Inga underarter finns listade i Catalogue of Life.